# Light Novel

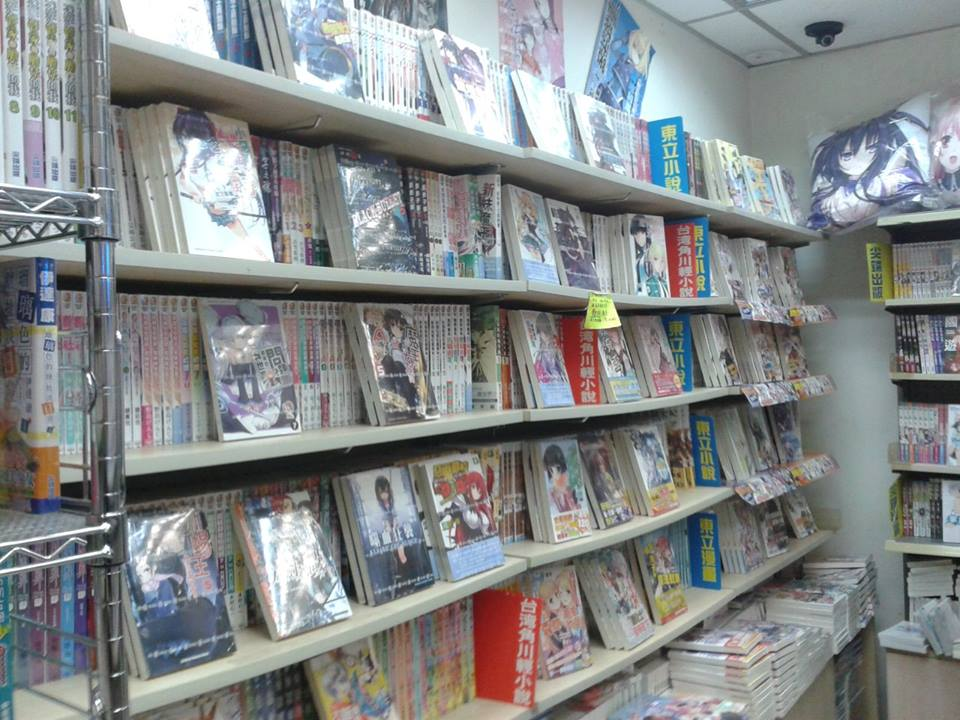
Light Novel Buchladen (Macau)

Light Novel (jap. ライトノベル, raito noberu, kurz: ラノベ, Ranobe, und ライノベ, Rainobe) bezeichnet japanische Romane, die meist Illustrationen im Manga-Stil aufweisen und sich vorwiegend an jüngere Erwachsene richten. Der Begriff „Light Novel“ ist ein Wasei-eigo, ein Begriff, der sich aus englischen Wörtern zusammensetzt, aber in dieser Form nur in Japan existiert. Das verwendete Buchformat der Taschenbücher ist Bunkobon, d. h. DIN A6.
Lizenzierte deutsche Übersetzungen von Light Novels gibt es nur vergleichsweise wenige, da die Nachfrage zu gering ist und der Aufwand für die Übersetzung wesentlich höher ist als für Manga.

## Veröffentlichung
Obwohl immer wieder mit Anime oder Manga assoziiert, handelt es sich bei Light Novels um Prosa. Sie werden neben ihrer hauptsächlichen Veröffentlichung als Taschenbuch (bunko) oft auch in literarischen Magazinen wie Kōdanshas Faust, Fujimi Shobōs Gekkan Dragon Magazine, Kadokawa Shotens The Sneaker oder ASCII Media Works’ Dengeki hp sowie Medienfranchise-Magazinen wie Kadokawa Shotens Comptiq oder ASCII Media Works’ Dengeki G's Magazine über mehrere Ausgaben hinweg in einzelnen Kapiteln publiziert.
In den vergangenen Jahren wurden viele dieser Geschichten als Grundlage für Anime-Produktionen und Mangas herangezogen.
Bekannte Verlags-Imprints für Light Novels sind:
- Dengeki Bunko (電撃文庫; ASCII Media Works)
- Fujimi Fantasia Bunko (富士見ファンタジア文庫; Fujimi Shobō)
- Kadokawa Sneaker Bunko (角川スニーカー文庫; Kadokawa Shoten)
- Famitsū Bunko (ファミ通文庫; Enterbrain)
- Super Dash Bunko (スーパーダッシュ文庫; Shūeisha)
- MF Bunko J (MF文庫J; Media Factory)
- HJ Bunko (HJ文庫; Hobby Japan)
- GA Bunko (GA文庫; Softbank Creative)
- Gagaga Bunko (ガガガ文庫; Shōgakukan)
- Ichijinsha Bunko (一迅社文庫; Ichijinsha)
- Megami Bunko (メガミ文庫; Gakushū Kenkyūsha)
- Nagomi Bunko (なごみ文庫; Harvest Shuppan)
- Tokuma Dual Bunko (徳間デュアル文庫; Tokuma Shoten)
- Smash Bunko (スマッシュ文庫; PHP Kenkyūjo)
- Kono Light Novel ga Sugoi! Bunko (このライトノベルがすごい!文庫; Takarajimasha)
- Kōdansha Ranobe Bunko (講談社ラノベ文庫, engl. Kodansha Lightnovel; Kōdansha)
- Seikaisha Bunko (星海社文庫; Seikaisha)

Die einzelnen Verlage veranstalten für die Suche nach Nachwuchsautoren jährliche Literaturpreis-Wettbewerbe, wovon der Dengeki Shōsetsu Taishō mit 6500 Einreichungen im Jahr 2013 der größte ist. Die Gewinner erhalten ein Preisgeld sowie die Gelegenheit, ihr Werk zu veröffentlichen. Dabei wird ihnen ein Verlagsredakteur zur Seite gestellt, mit dem die Handlung der ersten drei Bände ausgearbeitet wird, woraus sich ergibt, dass Light Novels üblicherweise als Serien ausgelegt sind.

## Erfolg
Der japanische Markt für Light Novels betrug 2007 rund 20 Milliarden Yen (etwa 128 Mio. €) mit 30 Millionen verkauften Büchern. 2009 stieg dies auf 30 Milliarden Yen an, das sind etwa 20 % aller Taschenbücher in Japan. Während die Verkaufszahlen für Taschenbücher im Allgemeinen rückläufig sind, ist bei Light Novels ein gegenläufiger Trend zu beobachten. Die Kadokawa-Gruppe, zu der Kadokawa Shoten, ASCII Media Works, Enterbrain und Fujimi Shobō gehören, hat einen neunzigprozentigen Marktanteil bei Light Novels mit Jungen als Zielgruppe.

## Charakteristika
Zielgruppe der Light Novels sind Jugendliche und jüngere Erwachsene, was sich in einem leserfreundlichen Stil mit einer hohen Verwendung von Furigana als Lesehinweise für Kanji niederschlägt. Die Werke sind meist sehr dialoglastig mit einem starken Fokus auf den Figuren, die oft als Moe charakterisiert werden können. Thematisch wird ein breites Spektrum abgedeckt, das von alltäglichem Schulleben bis zu Science Fiction und Fantasy reicht. Insgesamt herrscht eine große Ähnlichkeit zu Mangas, was sich auch in den Illustrationen im Manga-Stil niederschlägt, die auf dem Einband und häufig auch im Inneren des Buches anzutreffen sind.

## Verbreitung im deutschsprachigen Raum
Die erste deutsche Übersetzung einer Light Novel erschien Ende 2001 in dem Manga-Magazin Banzai! des Carlsen Verlags: One Piece – Rogue Town. Die Novel erschien über zehn Ausgaben hinweg in einzelnen Kapiteln.
Als eigenständige Publikation erschien eine Light Novel erstmals 2003 bei Egmont vgs mit Love Hina. 2005 folgte Inuyasha. Aufgrund des Misserfolgs verzichtete Egmont auf weitere Veröffentlichungen.
2006 begann der Verlag Tokyopop Light Novels zu veröffentlichen. Zu den ersten Veröffentlichungen zählten Die Zwölf Königreiche, Kinos Reise und Rosen unter Marias Obhut.
Seit Frühjahr 2008 lassen sich auch Light Novels, die vom Carlsen Verlag herausgegeben werden, unter dem Label Nippon Novel finden. Dazu gehören Titel wie Ab sofort Dämonenkönig! und die Light Novels des .hack//-Franchises (.hack//AI BUSTER und .hack//ANOTHER BIRTH).
Im September 2018 veröffentlichte der Verlag Altraverse mit Gamers! seine erste Light Novel – gefolgt von Goblin Slayer ab Mai 2019.